# イヴァン・アタル
イヴァン・アタル （Yvan Attal、1965年1月4日 - ）は、フランスの映画監督、俳優、脚本家。イスラエル・テルアビブ出身。

## プロフィール
両親はアルジェリア系のユダヤ人。アル・パチーノに憧れて演劇学校で学び、在学中は校内公演にも出演した。
エリック・ロシャンの長篇映画デビュー作『愛さずにいられない』にスタッフとして参加する予定だったが、主人公イッポの相棒役を与えられ映画俳優デビューし、この演技が認められセザール賞の有望若手男優賞を受賞。
1991年の『愛を止めないで』で共演した女優のシャルロット・ゲンズブールと1997年に結婚。二人の間には息子が一人と娘が二人いる。
2012年にデイヴィッド・マメット作「Race」(ピエール・ラヴィル演出、コメディ・デ・シャンゼリゼ上演)で本格的に舞台俳優デビューした。
『アイズ ワイド シャット』、『ミッション:インポッシブル2』、『バニラ・スカイ』、『マイノリティ・リポート』のフランス語吹き替え版ではトム・クルーズの声を当てている。

## 主な作品
| 公開年 | 邦題 原題                                                                  | 役名                       | 備考                               |
| ------ | -------------------------------------------------------------------------- | -------------------------- | ---------------------------------- |
| 1989   | 愛さずにいられない Un monde sans pitié                                     |                            | セザール賞有望若手男優賞 受賞      |
| 1990   | 愛を止めないで Aux yeux du monde                                           | ブリュノ                   |                                    |
| 1992   | シャルロット・ゲンズブール／愛されすぎて Amoureuse                         |                            |                                    |
| 1992   | 愛のあとに Après l'amour                                                   | ロマン                     |                                    |
| 1994   | 哀しみのスパイ Les patriotes                                               | アリエル Ariel Brenner     |                                    |
| 1996   | 恋人たちのポートレート Portraits chinois                                   | イヴ                       |                                    |
| 1996   | ラブetc. Love, etc.                                                        | ブノワ                     |                                    |
| 1998   | ザ・クリミナル The Criminal                                                | メイソン                   |                                    |
| 1999   | いつまでも二人で With or Without You                                       | ブノワ                     |                                    |
| 2001   | ぼくの妻はシャルロット・ゲンズブール Ma femme est une actrice              | イヴァン                   | 監督・脚本・出演                   |
| 2002   | 男と女 アナザー・ストーリー And Now... Ladies and Gentlemen...             | ダヴィッド                 | フランス映画祭上映 DVD発売         |
| 2003   | ラクダと針の穴 Il est plus facile pour un chameau...                       | 公園の男                   | フランス映画祭上映                 |
| 2003   | ボン・ヴォヤージュ Bon voyage                                              | ラウル                     |                                    |
| 2004   | フレンチなしあわせのみつけ方 Ils se marièrent et eurent beaucoup d'enfants | ヴァンサン                 | 監督・脚本・出演                   |
| 2005   | ザ・インタープリター The Interpreter                                       | フィリップ                 |                                    |
| 2005   | ミュンヘン Munich                                                          | トニー                     |                                    |
| 2005   | アントニー・ジマー Anthony Zimmer                                          | フランソワ・タイヤンディエ |                                    |
| 2006   | 蛇男 Le serpent                                                            | ヴァンサン                 |                                    |
| 2007   | ラッシュアワー3 Rush Hour 3                                                | ジョルジュ                 |                                    |
| 2008   | ニューヨーク、アイラブユー New York, I Love You                            |                            | 監督のみ（セグメント: Yvan Attal） |
| 2009   | 熟れた本能 Partir                                                          | サミュエル                 | DVDスルー                          |
| 2009   | リグレット Les regrets                                                     | マチュー                   | 2010年フランス映画祭で上映         |
| 2011   | デスパレート Dans la tourmente                                             | マックス                   |                                    |
| 2011   | R.I.F. 〜裏捜査 R.I.F. (Recherches dans l'Intérêt des Familles)            | ステファーヌ               | TV5Monde放映題                     |
| 2012   | ドント・ディスターブ! オレたち最強バディ Do Not Disturb                    | ベン                       | 監督・脚本・主演 BS放映題          |
| 2014   | ラスト・ダイヤモンド 華麗なる罠 Le Dernier Diamant                         | シモン                     |                                    |
| 2016   | ユダヤ人だらけ Ils sont partout                                            | イヴァン                   | 監督・脚本・主演                   |
| 2016   | フランス特殊部隊RAID Raid dingue                                           | ヴィクトール               | 日本劇場未公開                     |
| 2019   | セバーグ Seberg                                                            | ロマン・ギャリー           | 日本劇場未公開                     |

## 参照
1. ↑  Yvan Attal. www.mostra.org Retrieved on 2011-10-20.
2. ↑  JVCホームページ